# Дотик медузи (фільм, 1978)
«Дотик медузи» (англ. The Medusa Touch, фр. La grande menace, тобто Велика загроза) — британський художній фільм, трилер 1978 року, режисера Джека Голда. Сценарій написав Джон Брайлі на основі однойменного роману Пітера Ван Грінвея.

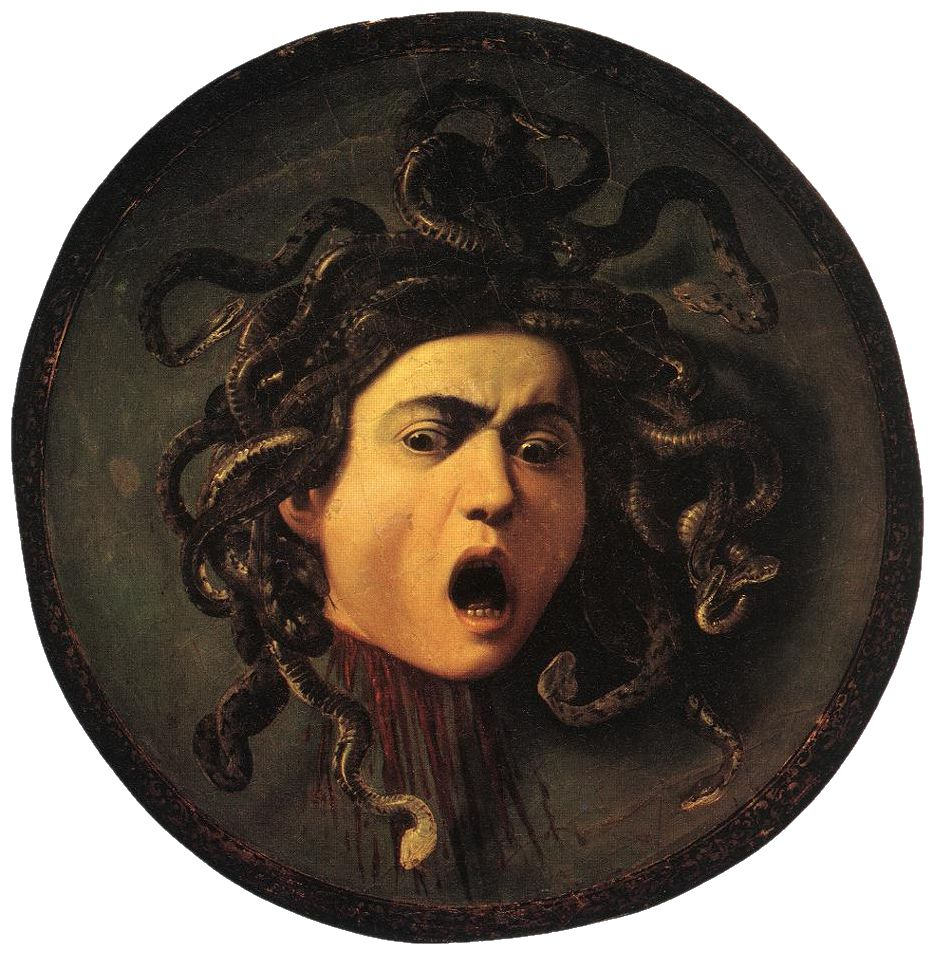
Медуза
Караваджо

## Сюжет

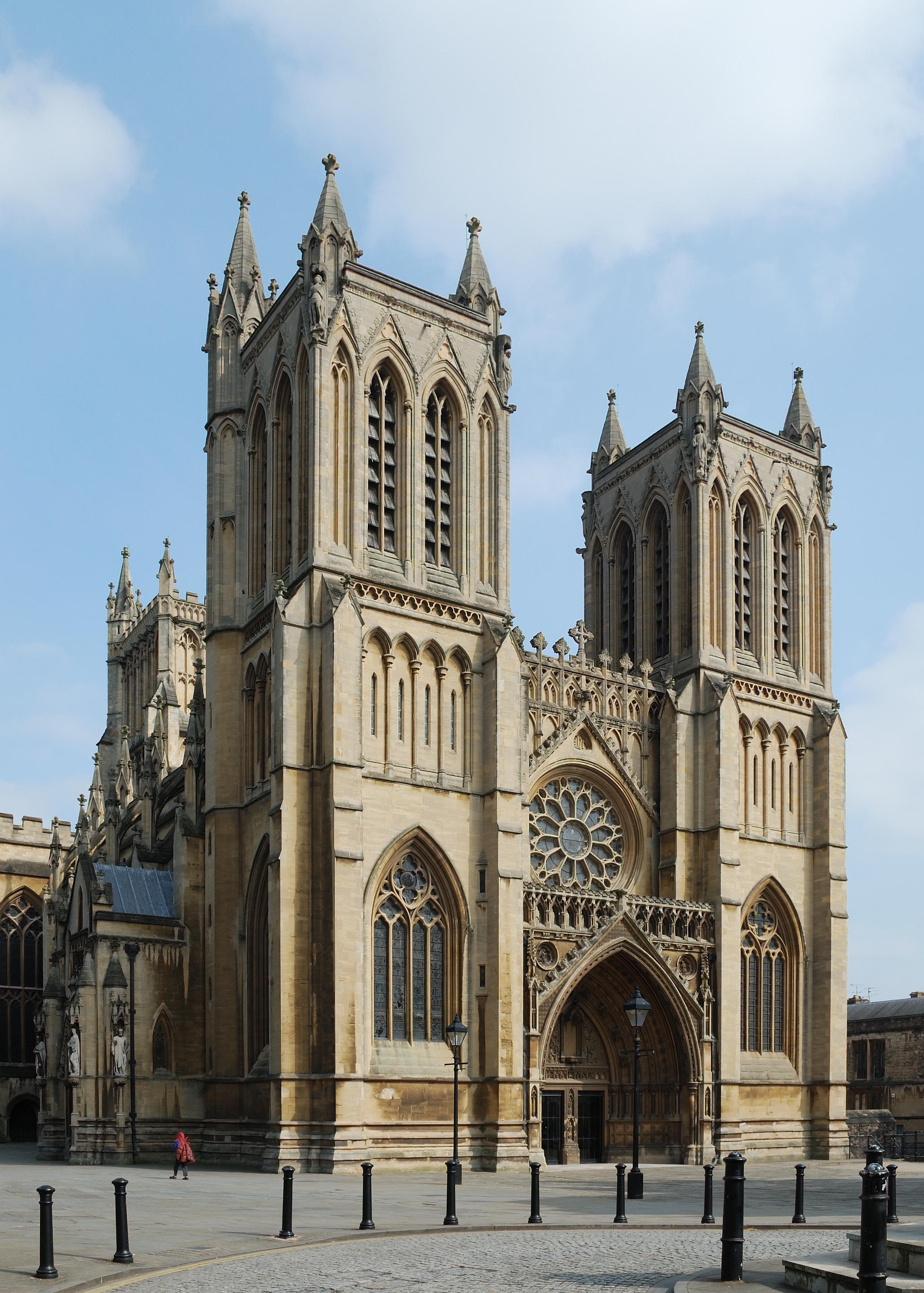
Західний фасад собору в Бристолі

Французький детектив Брюнель (Ліно Вентура) приїхав за обміном до Лондону і розслідує вбивство британського письменника Джона Морлара (Річард Бартон). Незважаючи на серйозні травми голови, жертва подала ознаки життя і Морлара перевезли до лікарні. У ході розслідування виявилося, що письменник збирав вирізки з газет, у яких повідомлялося про вбивства та катастрофи. У нього зберігалися дивні малюнки, а на стіні висіла картина міфічної Медузи.
Далі Брюнель з'ясовує, що напередодні вбивства у Морлара була людина на ім'я Зонфельд. Як виявилося — це молода жінка, лікар-психіатр, до якої Морлар звернувся боячись збожеволіти. Письменник, з якого знущалися в дитинстві, переконаний, що він може викликати катастрофи силою своєї думки…

## Ролі виконують
| Річард Бартон | •••• | письменник Джон Морлар |
| Ліно Вентура  | •••• | детектив Брюнель       |
| Лі Ремік      | •••• | лікар Зонфельд         |
| Гаррі Ендрюс  | •••• | помічник комісара      |
| Майкл Берн    | •••• | Даф                    |

## Навколо фільму
- Храм, який у фільмі називають Лондонським кафедральним собором, насправді є собором у Бристолі.

## Номінації
- 1978 Номінація на премію «Сатурн» Академії наукової фантастики, фентезі та фільмів жахів:
  - Найкращий фільм жахів (Best Horror Film)
- У 1996 році, коли про цей фільм практично забули, великий французький кіножурнал «Mad Movies» присвячений жахам, фантастиці та фентезі, з нагоди створення його 100-го номера опублікував список ста найкращих кінострічок, де під номером 21 назвав серед них фільм «Дотик медузи».[1]